# XIII. sjezd KSČ
XIII. sjezd KSČ byl sjezd tehdy vládnoucí Komunistické strany Československa konaný v ČSSR roku 1966.
Sjezd se odehrával ve dnech 31. května – 4. června 1966. Účastnilo se ho 1477 delegátů, kteří zastupovali 1 698 002 tehdejších členů KSČ. Prvním tajemníkem strany byl zvolen Antonín Novotný, předsedou Ústřední kontrolní a revizní komise se stal Pavel Hron. Sjezd zvolil 110 členů a 56 kandidátů Ústředního výboru Komunistické strany Československa. Hostem sjezdu byl Leonid Iljič Brežněv.
Šlo o poslední sjezd KSČ přes nástupem reformního procesu v roce 1968 (pražské jaro). Uspěly na něm mnohé proreformně či protinovotnovsky orientované osobnosti (Alexander Dubček, Drahomír Kolder, Josef Smrkovský, Lubomír Štrougal atd.). Sjezd reflektoval ekonomické potíže Československa z počátku 60. let 20. století a řešil i slovenskou otázku (rostoucí nespokojenost v řadách KSS s centralistickým pojetím vládnutí v Československu). X. sjezd KSS v květnu 1966 krátce předtím potvrdil ve vedení Alexandera Dubčeka a ve vedoucích funkcích už roku 1963 skončil Karol Bacílek, představitel konzervativních slovenských sil.